# 金星16号
金星16号（俄语：“Венера-16”，意为“金星16号”）是前苏联发射到金星的航天器。该无人轨道飞行器将使用高分辨率成像系统绘制金星表面的地图。这艘航天器与金星15号完全相同，都为早期金星计划探测器的升级型。1985年6月13日接收到了该飞船的最后一次数据，当时它对地球发往维加1号飞船的信号作出了回应。

## 任务概述
金星16号于1983年6月7日世界时2点32分发射升空，并于1983年10月11日抵达金星轨道。航天器处于近极轨道，近拱点距北纬62°处小于1000公里，远拱点~65000公里，轨道倾角~90°，轨道周期~24小时。 
 
在为期8个月的测绘作业中，它与金星15号一起对北极至北纬约30°（即约25%的金星表面）的区域进行了成像。

## 航天器结构
“金星16号”和金星15号飞船完全相同的，都是对金星9号和金星14号探测器轨道器作部分改进而来。每艘航天器由一个5米(16英尺)长的圆筒和一端安装了直径0.6米(2.0英尺)、高1.4米(4.6英尺)合成孔径雷达(SAR)的抛物面碟形天线构成。直径1米的无线电测高仪抛物面碟形天线也位于这一端。无线电测高仪天线的电轴与圆筒轴线对齐，而合成孔径雷达的电轴则偏离航天器轴线10度。在成像过程中，无线电测高仪将与金星中心(局部垂直)对齐，而合成孔径雷达则以10度的角度向外扫描。圆筒另一端凸起部分用来存放燃料箱和推进装置，两块方形太阳能电池像翅膀般从圆柱体两侧伸出，一具2.6米(8.5英尺)的无线电碟形天线也连接在圆筒的侧面。每艘飞船的质量为4000公斤(8800磅)。
 
金星16和15号都配备了合成孔径雷达，在这一任务中雷达非常必要，因为没有其他东西能穿透金星的稠密的云层，同时探测器也安装了一部电脑保所有图像电脑。 
 
探测器仪器和实验清单：
- 极地-V型合成孔径雷达
- 欧米茄雷达高度计
- 红外傅里叶光谱仪
- 宇宙射线探测器(6个传感器)
- 太阳等离子体探测器

为抵达金星，金星16号被发射到日心轨道上，近日点0.71天文单位，远日点为1.01天文单位，轨道离心率0.17，轨道倾角2.3度，轨道周期为293天。

## 另请参阅
- 金星探测任务列表